# نماذج الفئران لمتلازمة داون
استخدمت نماذج الفئران بشكل متكرر لدراسة متلازمة داون بسبب التشابه الوثيق في جينومات الفئران والبشر، وشيوع استخدام الفئران في الأبحاث المختبرية.

## الخلفية
تعد متلازمة داون وهي نسخة إضافية من الكروموسوم 21 مسؤولة عن التسبب في متلازمة داون، ويشبه الكروموسوم 16 لدى الفأر الكروموسوم 21 لدى الإنسان إلى حد كبير. ففي عام 1979 أظهرت متلازمة التثلث الصبغي للكروموسوم 16 (Ts16) في البداية إمكانية أن تكون نموذجًا لكائن حي لمتلازمة داون البشرية. ومع ذلك فنادرًا ما تبقى أجنة Ts16 على قيد الحياة حتى الولادة، مما يجعلها غير قادرة على العمل كنموذج للسلوك والتطور بعد الولادة. وينشأ هذا الاختلاف في معدلات البقاء بين الأنواع من وجود جينات على الكروموسوم 16 لدى الفأر غير موجودة على الكروموسوم البشري 21، مما يؤدي إلى اختلالات إضافية في جرعات الجينات. وبسبب هذا العيب تم استخدام نماذج فأرة أكثر تحديدًا.

## تي أس 65 دي أن

### النموذج
تم تقديم نموذج الفأر "تي أس 65 دي أن" لأول مرة في عام 1993 وهو يشبه بشكل أكثر تحديدًا التثلث الصبغي 21 لدى البشر مقارنة بنموذج تي أس16. وفي "تي أس65 دي أن" تمتلك الخلايا نسخة إضافية من جزء من الجينات على الكروموسوم 16 بالإضافة إلى جزء من الجينات على الكروموسوم 17. ومن هذا النموذج يتم إنتاج أنماط مختلفة لمتلازمة داون بما في ذلك التشوهات السلوكية والعيوب المعرفية.

### تلف الحمض النووي
تتراكم أضرار الحمض النووي في الخلايا الجذعية العضلية للفأر تي أس65 دي أن. كما تفرط هذه الخلايا في التعبير عن إنزيم إزالة يوبيكويتين الهيستون يو أس بيه 16 والذي ينظم استجابة تلف الحمض النووي. وقد تؤدي هذه الاختلالات في الخلايا الجذعية العضلية إلى إعاقة تجديد العضلات وتساهم في الإصابة بأمراض متلازمة داون.
أظهرت فئران "تي65 دي أن" أعدادًا منخفضة بشكل كبير من الخلايا الجذعية المكونة للدم (أتش أس سي أس) جنبًا إلى جنب مع زيادة إنتاج الخلايا الجذعية المكونة للدم من أنواع الأكسجين التفاعلية مقارنة بالخلايا الصبغية من زملائها من النوع البري. وتزداد عمليات كسر السلسلة المزدوجة للحمض النووي بشكل كبير في الخلايا الجذعية المكونة للدم من فئران تي أس 65 دي ويرتبط هذا بانخفاض كبير في نشاط استنساخ الخلايا الجذعية المكونة للدم مقارنة بالضوابط. كما أن الخلايا الجذعية المكونة للدم من فئران "تي أس65 دي أن" أقل كفاءة في إصلاح كسور السلسلة المزدوجة للحمض النووي من الخلايا من الفئران البرية. حيث تشير هذه الملاحظات إلى أن وجود نسخة إضافية من الجينات على الكروموسوم 21 قد يضعف بشكل انتقائي قدرة الخلايا الجذعية المكونة للدم على إصلاح الكسور ذات السلسلتين، وقد يساهم هذا الضعف في حدوث تشوهات دموية وأورام خبيثة مرتبطة بمتلازمة داون.

### النتائج
تمت دراسة هذا النموذج لفهم الأساس العصبي لإعاقته العقلية. وقد وجد أنه أظهر تثبيطًا في التلفيف المسنن وأن مضادات جي إيه بي إيه أ كانت قادرة على حل بعض هذا الضعف. وقد وُجِد أن هذه الفئران تعاني من تأخير في النمو وتظهر سلوكيات غير عادية تشبه التخلف العقلي البشري، وتواجه في النهاية تضخم الخلايا النجمية وأشكال أخرى من التنكس العصبي. كما أنها تحتوي على مشابك عصبية كبيرة بشكل غير طبيعي وتغييرات هيكلية أخرى.

## دي بيه (16)1 واي يو

### النموذج
يحتوي نموذج "دي بيه (16)1واي يو" (المشار إليه أيضًا باسم دي بيه (16)1 واي إي واي) على تكرار جزئي للكروموسوم 16 للفأر (أم أم يو 16). فعلى عكس نموذج "تي أس65 دي أن" يحتوي دي بيه(16)1 واي يو على تكرار فقط لأجزاء الكروموسوم 16 المتماثلة مع الكروموسوم البشري 21. وهذا يجعل نموذج دي بيه (16)1واي يو تمثيلًا أكثر دقة وراثيًا لمتلازمة داون. ويقدم هذا النموذج مجموعة من الأعراض بما في ذلك زيادة معدل عيوب القلب وصعوبات التعلم وقصور الذاكرة والتي تشبه الأعراض التي تظهر في متلازمة داون. وتظهر هذه الفئران أيضًا معدلًا متزايدًا من العيوب الخلقية في البنكرياس (انظر البنكرياس الحلزوني) وسوء دوران الأمعاء.

### النتائج
1. العلاج الدوائي للضعف الإدراكي في نموذج الفأر المصاب بمتلازمة داون.
2. التشوهات التنموية والتنكس العصبي المرتبط بالعمر في نموذج الفأر لمتلازمة داون.
3. الشذوذ البنيوي المشبكى في نموذج الفأر تي أس 65 دي أن لمتلازمة داون.

## تي أس1سي جيه إي

### النموذج
تم تطوير نموذج الفأر تي أس 1سي جيه إي لمتلازمة داون في جامعة كاليفورنيا بسان فرانسيسكو في عام 1997. ويحتوي هذا النموذج على تكرار جزئي لـ أم أم يو 16 أصغر من المنطقة المكررة في نموذج تي أس 65 دي أن. حيث يحتوي تكرار جين تي أس1 سي جيه إي على ما تم تحديده على أنه المنطقة الحرجة لمتلازمة داون وهي المنطقة المشاركة في جميع أشكال متلازمة داون. وتحتوي فئران Ts1Cje على ثلاث نسخ من الجزء البعيد من أم أم يو 16 من الجينات أس أوه دي1 إلى أم أكس1. ومع ذلك لا يحتوي جين أس أوه دي1 على ثلاث نسخ نشطة.

### النتائج
1. كل من فئران "تي أس1سي جيه إي" الإناث والذكور خصبة.
2. على عكس فئران تي أس65 دي أن تظهر فئران "تي أس1سي جيه إي" المزيد من العجز في التعلم المكاني مقارنة بالتعلم غير المكاني.
3. لا تظهر فئران "تي أس1سي جيه إي" الانحدار المرتبط بالعمر في الخلايا العصبية "بي أف سي أن" النموذجية لفئران تي أس65 دي أن.[11]
4. تم تحديد التعبير عن جينات مسار الإشارة جيه إيه كيه - أس تي إيه تي طوال التطور في فئران تي أس1سي جيه إي.[12]